# Кровавая лошадь
«Кровавая лошадь» — телефильм. Также известен под названием «Чёрный лис: цена мира». Экранизация произведения, автор которого Мэтт Браун.

## Сюжет
Действие фильма происходит в Техасе в 1862 году. Недавно колонисты сумели установить шаткий мир с индейцами. Главный герой же Алан Джонсон не может забыть о горе, причинённом ему краснокожими. Его же друг Бегущий Пёс в мире с индейцами, в знак мира они даже подарили ему лошадь.